# Damiano Cunego
Damiano Cunego (ur. 19 września 1981 w Cerro Veronese) – włoski kolarz szosowy, wicemistrz świata w wyścigu ze startu wspólnego (2008) oraz zwycięzca Giro d’Italia (2004).

## Kariera zawodowa
Cunego przygodę ze ściganiem rozpoczynał jako nastolatek w kolarstwie przełajowym. W 2002 podpisał kontrakt z grupą Saeco. 
W 2004, w wieku 22 lat odniósł łącznie 13 zwycięstw, w tym w Giro di Lombardia oraz Giro d’Italia, wygrywając cztery etapy. Cunego zasadniczo jest góralem, ale charakteryzuje go spora jak na ten typ kolarza szybkość, szczególnie na górskich finiszach. Nieco gorzej radzi sobie w jeździe indywidualnej na czas.

### Giro d’Italia 2004
Cunego wygrał 2. i 7. etap, co pozwoliło mu zostać liderem. Po 13. etapie (jazda indywidualna na czas) utracił prowadzenie na rzecz Ukraińca Jarosława Popowycza. Udało mu się odzyskać różową koszulkę po wygranej na górskim 16. etapie. Prowadzenie utwierdził wygrywając etap osiemnasty. Zapewniło mu to końcowy triumf.

### Dalsza kariera
W latach 2004, 2006 i 2007 wygrał klasyfikację generalną wyścigu Giro del Trentino, dwukrotnie triumfował też w Settimana Internazionale di Coppi e Bartali – 2006 i 2009. W 2006 zdobył także maillot blanc, czyli tytuł najlepszego młodego zawodnika (do 25 lat) wyścigu Tour de France.
Największe triumfy święcił jednak w wyścigach jednodniowych. Trzykrotnie wygrywał Giro di Lombardia – 2004, 2007 i 2008. 20 kwietnia 2008 zwyciężył na innym z tzw. kolarskich monumentów - Amstel Gold Race, a 28 września 2008 zdobył srebrny medal w wyścigu ze startu wspólnego na mistrzostwach świata w Varese. Ponadto w sezonie 2008 zajął drugie miejsce w klasyfikacji generalnej UCI ProTour, przegrywając tylko z Alejandro Valverde.
Rok później regularnie meldował się w pierwszej dziesiątce większości ważnych klasyków. Wygrał także 2 etapy Vuelta a España. Po słabszym sezonie 2010, Cunego powrócił w 2011 wygrywając Giro dell’Appennino i kończąc Tour de France na siódmej pozycji. W 2012, po dyskwalifikacji Alberto Contadora (5. miejsce) przyznano mu 6. miejsce.

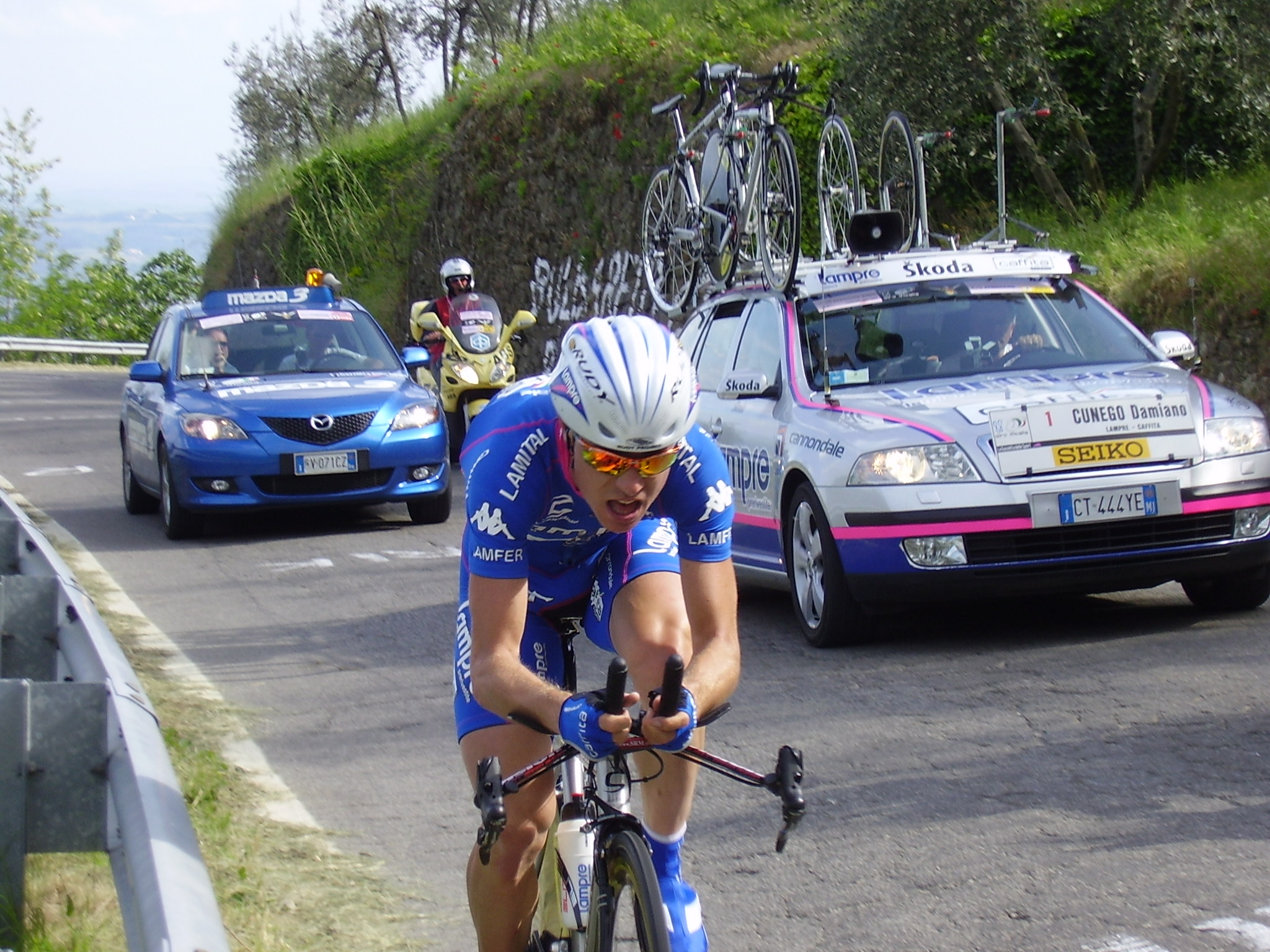
Damiano Cunego podczas jazdy indywidualnej na czas, Giro d’Italia 2005

## Najważniejsze osiągnięcia
1999
- 1. miejsce w mistrzostwach świata juniorów (start wspólny)

2002
- 1. miejsce w Giro d'Oro

2003
- 1. miejsce w Tour of Qinghai Lake
  - 1. miejsce na 7. etapie

2004
- 1. miejsce w Giro d’Italia 
  - 1. miejsce na 2., 6., 16. i 18. etapie
- 1. miejsce w Giro di Lombardia
- 1. miejsce w Giro del Trentino
- 1. miejsce w Memorial Marco Pantani
- 1. miejsce w GP Industria & Artigianato
- 1. miejsce w Giro dell’Appennino
- 1. miejsce w Gran Premio Nobili Rubinetterie

2005
- 1. miejsce w Japan Cup
- 1. miejsce w Gran Premio Nobili Rubinetterie
- 1. miejsce w Trofeo Melinda
- 2. miejsce w Tour de Romandie
  - 1. miejsce na 3. etapie

2006
- 1. miejsce w Settimana Internazionale di Coppi e Bartali
  - 1. miejsce na 3. etapie
- 1. miejsce w Giro del Trentino
- 3. miejsce w Liège-Bastogne-Liège
- 1. miejsce w GP Industria & Artigianato
- 1. miejsce w Giro d'Oro
- 4. miejsce w Giro d’Italia

2007
- 1. miejsce w Giro del Trentino
  - 1. miejsce na 1. i 2. etapie
- 1. miejsce w Giro di Lombardia
- 1. miejsce na 4. etapie Deutschland Tour
- 1. miejsce w GP Beghelli
- 5. miejsce w Giro d’Italia

2008
- 1. miejsce w Amstel Gold Race
- 3. miejsce w La Flèche Wallonne
- 2. miejsce w mistrzostwach świata (start wspólny)
- 1. miejsce w Giro di Lombardia
- 1. miejsce w Japan Cup
- 1. miejsce w Klasika Primavera
- 3. miejsce w Vuelta al País Vasco
  - 1. miejsce na 5. etapie

2009
- 1. miejsce w Settimana Internazionale di Coppi e Bartali
  - 1. miejsce na 2. i 3. etapie
- 3. miejsce w La Flèche Wallonne
- 1. miejsce na 8. i 14. etapie Vuelta a España

2010
- 5. miejsce w La Flèche Wallonne
- 6. miejsce w Amstel Gold Race

2011
- 1. miejsce w Giro dell’Appennino
- 1. miejsce na 2. etapie Tour de Romandie
- 1. miejsce na 2. etapie Giro di Sardegna
- 2. miejsce w Tour de Suisse
- 6. miejsce w Tour de France

2012
- 2. miejsce w GP di Lugano
- 6. miejsce w Volta a Catalunya
  - 3. miejsce na 7. etapie
- 2. miejsce w Giro del Trentino
  - 1. miejsce na 2. etapie
- 6. miejsce w Giro d’Italia

2013
- 2. miejsce w Settimana Internazionale di Coppi e Bartali
  - 1. miejsce na 3. etapie
- 2. miejsce w Japan Cup

2014
- 4. miejsce w Strade Bianche
- 13. miejsce w Liège-Bastogne-Liège

2015
- 5. miejsce w Giro del Trentino
- 3. miejsce w Giro dell’Appennino

## Starty w Wielkich Tourach
| Grand Tour | 2003 | 2004 | 2005 | 2006 | 2007 | 2008 | 2009 | 2010 | 2011 | 2012 | 2013 | 2014 | 2015 | 2016 |
| ---------- | ---- | ---- | ---- | ---- | ---- | ---- | ---- | ---- | ---- | ---- | ---- | ---- | ---- | ---- |
| Giro       | 34.  | 1.   | 18.  | 4.   | 5.   | -    | 17.  | 11.  | -    | 6.   | -    | 19.  | DNF  | 44.  |
| Tour       | -    | -    | -    | 11.  | -    | DNF  | -    | 29.  | 6.   | -    | 55.  | -    | -    | -    |
| Vuelta     | -    | 15.  | -    | -    | DNF  | DNF  | DNF  | -    | -    | 33.  | -    | 76.  | -    | -    |

## Rankingi
| Rok                | 2004 | 2005 | 2006 | 2007 | 2008 | 2009 | 2010 | 2011 | 2012 | 2013 | 2014 | 2015 | 2016 | 2017 | 2018  |
| ------------------ | ---- | ---- | ---- | ---- | ---- | ---- | ---- | ---- | ---- | ---- | ---- | ---- | ---- | ---- | ----- |
| UCI World Ranking  | 1.   |      |      |      |      |      |      |      |      |      |      |      |      |      |       |
| UCI ProTour        |      | 39.  | 21.  | 7.   | 2.   |      |      |      |      |      |      |      |      |      |       |
| UCI World Calendar |      |      |      |      |      | 12.  | 50.  |      |      |      |      |      |      |      |       |
| UCI World Tour     |      |      |      |      |      |      |      | 19.  | 21.  | -    | 133. |      | -    | -    | -     |
| World Ranking      |      |      |      |      |      |      |      |      |      |      |      |      | 372. | 609. | 2118. |
| UCI Europe Tour    |      |      |      |      |      |      |      |      |      |      |      | 74.  | 369. | 821. | 1416. |
| UCI Asia Tour      |      |      |      |      |      |      |      |      |      |      |      | -    | 605. | 87.  | -     |
| UCI America Tour   |      |      |      |      |      |      |      |      |      |      |      | -    | 441. | -    | -     |
| UCI Oceania Tour   |      |      |      |      |      |      |      |      |      |      |      | -    | 102. | -    | -     |
|                    |      |      |      |      |      |      |      |      |      |      |      |      |      |      |       |
| Źródło: UCI        |      |      |      |      |      |      |      |      |      |      |      |      |      |      |       |